# Rigoletto
Rigoletto (titlul original: în italiană Rigoletto) este o operă în trei acte compusă de Giuseppe Verdi. Premiera operei a avut loc la 11 martie 1851, la Teatro La Fenice din Veneția. Libretul de Francesco Maria Piave, adaptat după melodrama Le roi s’amuse (Regele se amuză) de Victor Hugo. Locul și perioada acțiunii: Mantova (Italia), în secolul al XVI-lea. Durata operei: cca 2 ore.

## Personajele principale
- Ducele de Mantova, (tenor)
- Rigoletto, bufonul ducelui de Mantova (bariton)
- Gilda, fiica lui Rigoletto (soprană)
- Giovanna, prietena Gildei (contralto)
- Contele de Monterone (bas)
- Contele Ceprano (bariton)
- Contesa Ceprano (soprană)
- Marullo, un cavaler (bariton)
- Borsa, un curtean (tenor)
- Sparafucile, un asasin de profesie (bas)
- Maddalena, sora lui Sparafucile (mezzo-soprană)
- un executor judecătoresc (bas)
- un paj al contelui, (mezzo-sopran)
- curteni nobili, paji, ofițeri, halebardieri, servitori [1][2]

## Acțiunea

### Actul I

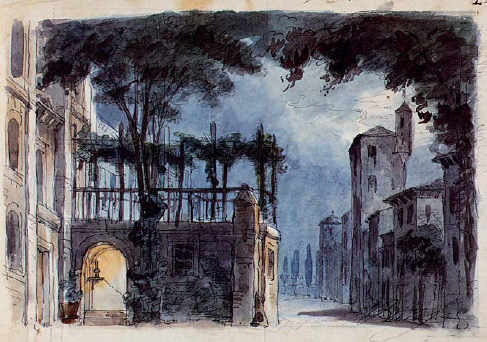
Primul act, tabloul 2. Culisele de Giuseppe Bertoja pentru premiera operei Rigoletto

O petrecere la curtea Ducelui de Mantova. Tânărul duce îi povestește unui curtean că îl interesează o fată frumoasă pe care a văzut-o recent la biserică. El își afirmă concepțiile libertine despre dragoste, în aria "Pentru mine, toate femeile sunt la fel". Bufonul Rigoletto se poartă în mod servil față de duce și își bate joc de cei cărora ducele le-a violat soțiile sau fiicele. Un curtean răspândește zvonul că Rigoletto ar avea o amantă secretă. Un conte tânăr, adânc jignit de bufon, plănuiește o răzbunare împreună cu alți curteni. Apoi un conte bătrân, îndurerat de umilirea fiicei sale, îl blestemă în mod solemn pe bufon.
Bufonul Rigoletto se întoarce târziu la locuința sa înconjurată de un gard înalt, în vecinătatea casei contelui cel tânăr pe care l-a jignit. Este acostat pe drum de un necunoscut, care se recomandă Sparafucile și își oferă serviciile de ucigaș profesionist. Rigoletto îl alungă. Bântuit de remușcări, obsedat de blestemul bătrânului conte, Rigoletto se simte și el tot un ucigaș. El spune: "Suntem la fel, eu cu limba, el cu pumnalul". Intrând în casă, bufonul e întâmpinat de fiica sa Gilda, pe care o ține ascunsă pentru a o feri de viața desfrânată de la curte. Gilda îl asigură că nu a ieșit din casa decât pentru slujba de la biserică. Rigoletto părăsește casa pentru un timp foarte scurt. Ducele de Mantova, deghizat în student sărac, pătrunde în curtea casei și se ascunde după un copac. De aici, el aude cum Gilda îi povestește guvernantei despre un tânăr admirator care a urmărit-o de la biserică până acasă. Este vorba desigur despre Ducele de Mantova, care iese din ascunzătoare și îi face Gildei declarații de dragoste pasionate. El se recomandă cu un nume fals: Gualtier Malde. Gilda se îndrăgostește de așa-zisul student și după plecarea lui ea cântă aria "Nume drag ce-ntâia dată face inima-mi să bată...". Între timp, pe stradă se adună curtenii instigați de contele cel tânăr să se răzbune pe Rigoletto. Toți își închipuie că Gilda este amanta bufonului. Când Rigoletto se întoarce, el este atras într-o capcană. Legat la ochi, bufonul acceptă de bună voie să participe la presupusa răpire a soției contelui cel tânăr, vecinul lui. Dar după ce e lăsat singur și își scoate legătura de la ochi, Rigoletto înțelege cu groază că el însuși a sprijinit scara pe care s-au urcat în casa lui răpitorii propriei sale fiice.

### Actul II
Ducele de Mantova află cu încântare că Gilda a fost răpită și se află în palat. Rigoletto vine la palat să-și caute fiica și curtenii ranchinoși își bat joc de durerea lui. După un timp, Gilda vine în brațele tatălui ei și îi povestește plângând că a fost răpită și violată. De afară se aude din nou blestemul contelui cel bătrân care e în drum spre închisoare. Dragostea Gildei pentru duce e atât de mare, încât ea are putere să-l ierte și încearcă să tempereze setea de răzbunare a tatălui ei.

### Actul III
Rigoletto încearcă s-o convingă pe Gilda de caracterul josnic al Ducelui de Mantova, sperând că o va "vindeca" de dragoste. În acest scop, o aduce la taverna ucigașului Sparafucile, unde ducele va veni ademenit de sora ucigașului. Rigoletto și Gilda se ascund și urmăresc prin fereastra tavernei cum vine ducele deghizat în ofițer de cavalerie. El cântă o arie despre frivolitatea femeii: "Femeia e schimbătoare...". Gilda vede cu durere cum ducele îi face curte surorii ucigașului. Rigoletto o trimite acasă pe Gilda, spunându-i să se îmbrace cu haine bărbătești pentru că intenționează să fugă cu ea din Mantova. După plecarea Gildei, Rigoletto confirma contractul pe care l-a făcut cu Sparafucile: Ducele de Mantova urmează să fie ucis până la miezul nopții, iar apoi bufonul trebuie să vină ca să arunce cadavrul în râu. După plecarea lui Rigoletto, se pornește o furtună năpraznică. Amețit de băutură, Ducele de Mantova se duce într-o cameră să se culce. Rămași singuri, Sparafucile și sora lui discută despre crima plănuită. Sora ucigașului se simte atrasă de duce și ar vrea să-l salveze, dar tentația banilor e prea mare. Până la urmă, cei doi ajung la o înțelegere: dacă până la miezul nopții va veni la tavernă un străin să se adăpostească de furtună, îl vor ucide și îi vor preda lui Rigoletto alt cadavru. Conversația lor este interceptată de Gilda, pe care dorul pentru duce a făcut-o să se întoarcă la tavernă îmbrăcată în haine bărbătești, ca să-l vadă pentru ultima oară. Din dragoste și disperare, ea se decide să se sacrifice pentru duce. Deschide ușa și e înjunghiată, în timp ce tunetele furtunii cutremura tavernă. În zori, Rigoletto vine cu banii și primește un sac, în care i se spune că e cadavrul ducelui. Ajungând cu sacul la malul râului, Rigoletto aude vocea Ducelui de Mantova care se întoarcea acasă după potolirea furtunii. Ducele cântă: "Femeia e schimbătoare...". Bufonul deschide sacul și e îngrozit când o găsește pe Gilda care încă mai trăiește. Tatăl și fiica își iau rămas bun și își cer unul altuia iertare. Gilda moare în brațele lui Rigoletto. Cutremurat de durere, bufonul își amintește blestemul contelui bătrân.